# Broncos de Reynosa
Los Broncos de Reynosa fue un equipo que participó en la Liga Mexicana de Béisbol con sede en Reynosa, Tamaulipas, México.

## Historia
Los Broncos de Reynosa fueron fundados en 1963 y tras varias etapas en la LMB, en la temporada 2009 regresan en el lugar de los Potros de Tijuana.
En 2015 el equipo tiene segunda sede, la ciudad de Nuevo Laredo, por lo que el nombre cambia a Broncos de Tamaulipas solamente por esa temporada.

### Primera Etapa
Los Broncos tuvieron su primera participación en la liga en 1963 hasta 1976, cuando fueron movidos a la ciudad de Villahermosa, Tabasco para convertirse en Plataneros de Tabasco. Durante esta etapa obtuvieron su primer y único título 1969. 
El equipo de Reynosa cambia de nombre a Bravos para el año de 1971 hasta 1976, durante este periodo solamente clasificaron a postemporada en dos ocasiones, en 1973 se enfrentaron a los Saraperos de Saltillo donde perdieron la serie 3 a 1 en la primera ronda de play offs. 
En 1976 volverían a llegar a postemporada para enfrentarse a los Algodoneros de Unión Laguna con los que cayeron en 6 partidos en la primera ronda de play offs. El siguiente año serían movidos de sede a Villahermosa, Tabasco.

### Segunda Etapa
Reynosa tuvo su segunda etapa en la liga de 1980 hasta 1982, donde retomaron el nombre de Broncos cuando llegó el equipo procedente de Córdoba, Veracruz. En su primera temporada de regreso en la liga, se vino la huelga de 1980 en el béisbol mexicano, evento catastrófico que generó un cisma dentro de la pelota nacional de 20 equipos que iniciaron la competencia sólo terminaron 6, entre los que se encontraba Reynosa.  
En 1981 el equipo clasificaría a la postemporada para enfrentarse nuevamente a los Saraperos de Saltillo a los que en esta ocasión barrerían en 4 juegos. En la Final de zona se enfrentaron a sus rivales del mismo estado Tecolotes de Nuevo Laredo, para vencerlos en 5 partidos y así conseguir su primer título de la Zona Norte. En la final perderían en 7 partidos contra los Diablos Rojos del México.
En 1982 vuelven a clasificar a play offs para caer en la primera ronda contra el equipo de Indios de Ciudad Juárez en 5 partidos. El año siguiente se mudarían a la ciudad de León, Guanajuato, para convertirse en los Bravos de León.

### Tercera Etapa
Los Broncos tuvieron su tercera etapa en la liga de 1995 hasta el 2003, cuando llegó el equipo Industriales de Monterrey a la ciudad. En su primera temporada de regreso en la liga, se enfrentarían a los Tecolotes de los Dos Laredos a los que vencerían en 7 partidos. La final de zona la perderían contra el equipo de Sultanes de Monterrey en 6 juegos.
En 1997 se enfrentarían a los Diablos Rojos del México en la primera ronda de play offs en la que serían barridos en 4 juegos.
En 2001 volverían a clasificar pero en esta ocasión se enfrentarían a los Acereros de Monclova, quienes los eliminaron en 6 partidos.

### Cuarta Etapa
Los Broncos tendrían su cuarta etapa en la liga desde el 2009, cuando llegó el equipo de Potros de Tijuana a la ciudad. En su primera temporada de regreso en la liga, se enfrentarían a los Saraperos de Saltillo por quienes fueron vencidos en 6 juegos.
En 2011 volverían a llegar a postemporada para enfrentar a los Sultanes de Monterrey donde caerían en la primera ronda en 6 partidos.

### Campeonatos
En 1969 este estadio vio coronarse a su equipo con el único título que han conquistado en su historia, ante los Sultanes de Monterrey, luego de vencerlos en los cuatro últimos juegos de la temporada; en aquel entonces no había playoffs sino que resultaba campeón el equipo que quedaba en primer lugar en el standing.
En 1981 la Serie Final regresó a Reynosa y aunque se coronaron los Diablos Rojos del México, resulta curiosa esta serie pues ha sido la única en toda la historia de la liga en la que ninguno de los dos equipos ganó en su casa. Los Broncos ganaron los juegos 3, 4 y 5 como visitantes en el Parque del Seguro Social de la Ciudad de México, pero perdieron los juegos 1, 2, 6 y el decisivo 7 jugando como locales en el López Mateos.

### Desaparición
El martes 1 de noviembre de 2016 en la Asamblea de Presidentes de la Liga Mexicana de Béisbol, se aprobó, supeditado al cumplimiento de determinadas condiciones, a la ciudad de León, Guanajuato, para formar parte del circuito en la próxima temporada, con el club Bravos de León tomando el lugar de los Broncos de Reynosa.

## Estadio
El Estadio Adolfo López Mateos está ubicado en la ciudad de Reynosa en el estado de Tamaulipas, México. Cuenta con una capacidad de 10,000 aficionados.
Originalmente, este estadio fue planeado para la práctica del béisbol profesional, luego de que en 1962 se diera a conocer que Reynosa sería la nueva plaza de expansión de la Liga Mexicana de Béisbol. El estadio fue entregado a la afición de Reynosa el 14 de junio de manos del entonces presidente de la república, Adolfo López Mateos. El primer partido de béisbol se disputó el 16 de septiembre entre los "Algodoneros de Reynosa" y el "Spur Cola de Terán". El 6 de abril de 1963 se jugó el primer partido oficial de Liga Mexicana en el que los Broncos de Reynosa recibieron a los Diablos Rojos del México, ganando estos últimos 8-2.
Para 1977 los Broncos ya no jugaron en la liga, regresando para el periodo de 1980 a 1982. Posteriormente volvieron a abandonar la liga y tras su periodo más largo de ausencia en la liga, regresaron en 1995 con lo que el estadio sufrió una remodelación mayor tras tantos años en el abandono. Los Broncos permanecieron hasta 2003 y posteriormente el estadio fue adecuado para la práctica del fútbol profesional hasta que se anunció que el béisbol regresaría nuevamente para 2009.
Se realizaron los trabajos de quitar todo lo que tenga que ver con el fútbol para hacer nuevamente el campo de béisbol, construcción de la barda que había sido derrumbada para jugar a fútbol y reemplazo de todas las butacas por unas nuevas de color verde, que es el nuevo color de los Broncos dejando atrás el negro y naranja.

## Jugadores

### Roster actual
Actualizado al 27 de agosto de 2016.
| Broncos de Reynosa Roster 2016           |    |                           |                     |
| C U E R P O T É C N I C O                |    |                           |                     |
| Mánager                                  | 35 | Bandera de México         | Héctor Hurtado      |
| Coach de Pitcheo                         | 43 | Bandera de México         | Luis Enrique Huerta |
| Coach de Bateo                           | 51 | Bandera de México         | Rubén Aganza        |
| J U G A D O R E S                        |    |                           |                     |
| L A N Z A D O R E S                      |    |                           |                     |
| Batea: Z / Tira: Z                       | 10 | Bandera de México         | Jesús Carrillo      |
| Batea: D / Tira: D                       | 11 | Bandera de México         | Carlos Balboa       |
| Batea: D / Tira: D                       | 16 | Bandera de México         | Rogelio Martínez    |
| Batea: D / Tira: D                       | 28 | Bandera de México         | Jesús Dueñas        |
| Batea: Z / Tira: Z                       | 29 | Bandera de México         | Francisco Berrones  |
| Batea: D / Tira: D                       | 36 | Bandera de México         | Lauro Ramírez       |
| Batea: D / Tira: D                       | 37 | Bandera de México         | Luis Hernández      |
| Batea: D / Tira: D                       | 38 | Bandera de México         | Heriberto Rodríguez |
| Batea: D / Tira: D                       | 44 | Bandera de Estados Unidos | Alexis Garza        |
| Batea: Z / Tira: D                       | 50 | Bandera de México         | Wilfredo Ramírez    |
| Batea: D / Tira: D                       | 53 | Bandera de México         | Fernando Villalobos |
| Batea: D / Tira: D                       | 55 | Bandera de Estados Unidos | Iván Maldonado      |
| Batea: Z / Tira: Z                       | 68 | Bandera de México         | Julio Muñiz         |
| Batea: D / Tira: D                       | 76 | Bandera de México         | Luis Ángel Daniel   |
| Batea: D / Tira: D                       | 92 | Bandera de México         | Francisco Córdova   |
| Batea: D / Tira: D                       | 93 | Bandera de México         | Omar Espinoza       |
| R E C E P T O R E S                      |    |                           |                     |
| Batea: D / Tira: D                       | 1  | Bandera de México         | Juan Alvarado       |
| Batea: D / Tira: D                       | 31 | Bandera de México         | Marco Chicuate      |
| J U G A D O R E S D E C U A D R O        |    |                           |                     |
| Tercera base - Batea: Z / Tira: D        | 3  | Bandera de México         | Missael Rivera      |
| Primera base - Batea: D / Tira: D        | 5  | Bandera de México         | Rosario Irazoqui    |
| Parador en corto - Batea: D / Tira: D    | 9  | Bandera de México         | José Velázquez      |
| Parador en corto - Batea: Z / Tira: D    | 13 | Bandera de México         | Héctor Hernández    |
| Tercera base - Batea: D / Tira: D        | 30 | Bandera de México         | Christian Casas     |
| Segunda base - Batea: A / Tira: D        | 32 | Bandera de México         | Moisés Gutiérrez    |
| J A R D I N E R O S                      |    |                           |                     |
| Jardinero derecho - Batea: D / Tira: D   | 12 | Bandera de México         | Rubén Agramón       |
| Jardinero izquierdo - Batea: Z / Tira: Z | 17 | Bandera de México         | Alan Higuera        |
| Jardinero izquierdo - Batea: D / Tira: D | 18 | Bandera de México         | Raymundo Torres     |
| Jardinero izquierdo - Batea: D / Tira: D | 24 | Bandera de México         | Moisés Amao         |
| Jardinero central - Batea: D / Tira: D   | 46 | Bandera de México         | José Luna           |

 =  Cuenta con nacionalidad mexicana. 

### Jugadores destacados
- James Horsford.(1)
- Francisco "Kiko" Martínez.
- Raúl "Chato" Montoya Ledezma.
- Alonso Téllez.
- José Treviño.
- Braulio Castillo.
- Luis Alfonso "Cochito"Cruz.
- Winston Llenas.
- Ramón Arano. "Tres Patines".[6]

### Números retirados
- 2 Juan Treviño.

### Novatos del Año
- 1967  Francisco Maytorena.
- 1974  Guadalupe Salinas.
- 1982  Nelson Matus.

### Campeones Individuales

#### Campeones Bateadores
| Año  | Nombre         | Porcentaje |
| ---- | -------------- | ---------- |
| 1981 | Willie Norwood | .365       |

#### Campeones Productores
| Año  | Nombre     | Producidas |
| ---- | ---------- | ---------- |
| 2014 | Frank Díaz | 101        |

#### Campeones Jonroneros
| Año | Nombre  | Jonrones |
| --- | ------- | -------- |
| NA  | Ninguno | NA       |

#### Campeones de Bases Robadas
| Año  | Nombre            | Bases |
| ---- | ----------------- | ----- |
| 1963 | Luis Zayas(2)     | 30    |
| 1969 | Alonso García     | 27    |
| 1970 | Ángel Macías      | 35    |
| 2011 | Eduardo Arredondo | 32    |

#### Campeones de Juegos Ganados
| Año  | Nombre            | Récord |
| ---- | ----------------- | ------ |
| 1968 | James Horsford(1) | 20-9   |
| 1997 | Julio Purata      | 16-8   |
| 2011 | Marco Tovar       | 12-4   |

#### Campeones de Efectividad
| Año  | Nombre            | Porcentaje |
| ---- | ----------------- | ---------- |
| 1965 | Frank Barnes      | 1.58       |
| 1968 | James Horsford(1) | 1.59       |
| 1969 | Salvador Sánchez  | 1.84       |
| 2011 | Marco Tovar       | 3.11       |
| 2013 | Paul Oseguera     | 3.00       |

#### Campeones de Ponches
| Año  | Nombre              | Ponches |
| ---- | ------------------- | ------- |
| 1967 | Francisco Maytorena | 175     |
| 1968 | James Horsford(1)   | 212     |
| 2013 | Paul Oseguera       | 124     |

#### Campeones de Juegos Salvados
| Año  | Nombre          | Juegos |
| ---- | --------------- | ------ |
| 2001 | José Juan López | 41     |

1 Jugador del Año al liderar en victorias, efectividad y ponches en la temporada 1968. Además de imponer esa misma campaña un nuevo récord de juegos completos con 28, y 51 entradas sin admitir carrera en forma consecutiva (marca aún vigente), sin embargo no ganó la triple corona de pitcheo.
2 Comenzó la temporada con Tigres.

## Ejecutivos del año
La organización ha obtenido el nombramiento de Ejecutivo del Año en la LMB en dos ocasiones.
- 1969  Benjamín Temkin.
- 1981  Gilberto Blendel.